# Charge It
Charge It è un film muto del 1921 diretto da Harry Garson. Prodotto dalla Equity Pictures Corporation, aveva come interpreti Clara Kimball Young, Herbert Rawlinson, Edward M. Kimball, Betty Blythe, Nigel Barrie.

## Trama
Philip e Julia Lawrence vivono una vita felice e laboriosa, intenti a risparmiare per comperarsi una casa. Tom Garreth, un anziano milionario amico di famiglia, consiglia finanziariamente Philip che, fiducioso, investe il loro denaro in azioni sicure. L'investimento dà i suoi frutti e la famigliola può finalmente largheggiare, giungendo perfino a frequentare il country club. Julia, pensando di potere disporre adesso di mezzi adeguati, spende grosse cifre nei negozi di moda, cominciando a mettere in difficoltà Philip, che non riesce a coprire le spese folli della moglie. Intanto Dana Herrick sta cominciando a interessarsi a Julia, intrecciando con lei un flirt che suscita la gelosia di Millie Garreth. Julia, sempre più insofferente delle limitazioni finanziarie che le impone il marito, scialacqua il denaro, provocando una lite furiosa con Philip. Andata via da casa, si reca da Harrick, scoprendo però la sua relazione con Millie. Ora la donna, rimasta sola e senza mezzi, imbocca una via in discesa che la porta, per sopravvivere, a lavorare come la ragazza addetta all'accoglienza in un albergo. Una sera, Philip e Millie riconoscono Julia. Sarà attraverso Robert McGregor, il valletto di Harrick, che Philip si renderà conto dell'innocenza della moglie e si riconcilierà con lei.

## Produzione
Il film fu prodotto dalla Equity Pictures Corporation. Le riprese durarono da marzo ad aprile 1921. Camera notava, il 16 aprile 1920, che la produzione era nella sua sesta settimana di lavorazione ai Garson Studios, al 1845 di Allesandro Street, in quello che era all'epoca di distretto di Edendale.

## Distribuzione

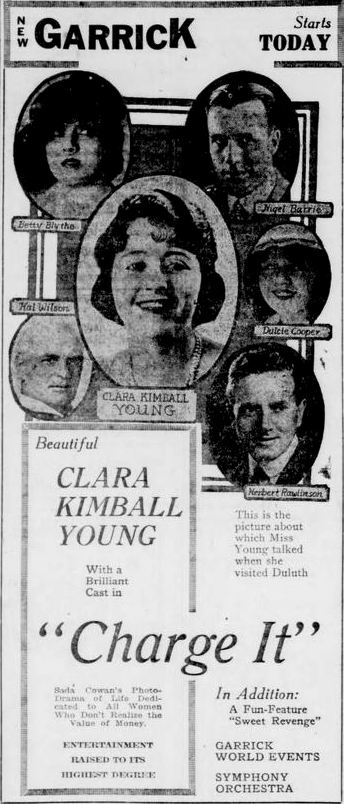
Pubblicità su Duluth Herald
(11 agosto 1921)

Distribuito dalla Jans Film Service, il film uscì nelle sale statunitensi nel giugno 1921. A San Francisco, venne presentato in prima l'11 giugno; a New York, nella settimana del 3 settembre; a Los Angeles, nella settimana del 10 settembre 1921.
Copia completa della pellicola si trova conservata negli archivi dell'UCLA Film And Television Archive di Los Angeles.